# El Fuerte (personaggio)
El Fuerte (エル・フォルテ?, Eru Forute) è un personaggio immaginario che compare nel videogioco Street Fighter IV e nelle sue espansioni Super Street Fighter IV e Ultra Street Fighter IV.
Si tratta di un maldestro luchador e cuoco messicano, il cui nome in spagnolo significa Il Forte.

## In Street Fighter IV
Il ruolo di El Fuerte nella trama del gioco è minimo, partecipa al torneo organizzato da Seth per scoprire cosa mangiano i vari partecipanti e perfezionare le sue doti da wrestler.
Nel torneo incontra Zangief e combatte con lui per scoprire se un uragano è più forte di un ciclone (il soprannome di Zangief è "Red Cyclone", ossia il ciclone rosso, mentre il suo è "l'uragano del golfo del Messico").
Il suo finale lo mostra mentre chiede quali ingredienti siano ideali per un eroe.
E. Honda e Zangief propongono il loro cibo preferito (rispettivamente Chankonabe e Borscht).
El Fuerte mischia le due pietanze e aggiunge dei peperoncini e del limone; ne venne fuori, probabilmente un piatto dal sapore disgustoso dato che Honda e Zangief fanno la faccia blu dopo averlo assaggiato ed il wrestler attribuisce al suo piatto il titolo de "il gusto che ti manda in cielo".

## Aspetto
El Fuerte è basso di statura ma ha un corpo muscoloso, è alto 165 centimetri e pesa 70 kg.
Indossa una tipica maschera da luchador, un paio di pantaloni bianchi ed è a torso nudo.
La maschera ha tre stelle blu disegnate sulla fronte.

## Curiosità
- La prima mossa Ultra Combo di El Fuerte assomiglia al Maple Leaf Clutch di Kinnikuman Big Body mentre la seconda Ultra Combo ricorda la Muscle Spark di King Muscle (l'originale Kinnikuman).
- Il personaggio di El Fuerte è ispirato dal famoso wrestler messicano El Santo.
- Nella serie a fumetti di Street Fighter della UDON (Non canonico alla timeline della serie videoludica) viene mostrato che El Fuerte è un grande fan di R.Mika (una wrestler giapponese apparsa in Street Fighter Alpha *Quando T.Hawk, nel ristorante di El Fuerte, chiede al cameriere di cambiare canale (alla TV veniva trasmesso un match fra Zangief e R.Mika) perché trova il wrestling ridicolo e pensa che Mika sia un clown, El Fuerte esce dalla cucina (con indosso un grembiule con la faccia di Mika disegnata sopra) e litiga con T.Hawk.